# Alloue
Alloue é uma comuna francesa na região administrativa da Nova Aquitânia, no departamento de Charente. Estende-se por uma área de 46,54 km². Em 2010 a comuna tinha 476 habitantes (densidade: 10,2 hab./km²).